# Беба Лончар
Десанка Беба Лончар (Београд, 28. април 1943) српска и југословенска је глумица.

## Биографија
Уписала је романистику на Филозофском факултету у Београду. Још као ученица била је изабрана за спикерку дечјих емисија на конкурсу РТБ. Недуго затим, отпочела је такође и каријеру филмске глумице.
На филму се први пут појавила са 17 година у Деветом кругу Францеа Штиглица, а затим постиже велики успех са филмом Љубав и мода (Љ. Радичевић, 1960). Глумила је главне и споредне улоге у филмовима Двоје (Александар Петровић, 1961), Др (Соја Јовановић, 1962), Лито виловито (О. Глушчевић, 1964).
Улога викиншке принцезе у британско-југословенској копродукцији Дуги бродови (Џ. Кардиф, 1964) одводи је у Рим, где се и настањује 1965. Наредних година глумила је у више копродукцијских пројеката са Југославијом. Наступала је у многим филмовима шареног забавњачког жанра комерцијалног типа, након чега се вратила југословенској кинематографији у филмовима Паклени оток (В. Тадеј, 1979) и Другарчине (Мића Милошевић, 1979). Последњи пут је глумила 1982. године у италијанском филму „Кућа проклетих” (La Villa delle anime maledette).
Имала је старијег брата Александра (1939–1995). Дуго је била у браку са Јосипом Радељаком, од кога се развела 1994. године. Има сина Леа.

## Улоге[3]
|                   | 1960 ▼ | 1970 ▼ | 1980 ▼ | Укупно |
| ----------------- | ------ | ------ | ------ | ------ |
| Дугометражни филм | 34     | 15     | 2      | 51     |
| ТВ филм           | 1      | 0      | 0      | 1      |
| ТВ серија         | 1      | 1      | 0      | 2      |
| ТВ мини серија    | 0      | 3      | 0      | 3      |
| Укупно            | 36     | 19     | 2      | 57     |

| Год.       | Назив               | Улога                |
| ---------- | ------------------- | -------------------- |
| 1960.-те ▲ |                     |                      |
| 1960.      | Љубав и мода        | Соња Илић            |
| 1960.      | Девети круг         | Магда                |
| 1961.      | Двоје               | Јована Зрнић         |
| 1962.      |                     | Афра                 |
| 1962.      | Мандрагола          |                      |
| 1962.      | Др                  | Славка Цвијовић      |
| 1962.      | Медаљон са три срца |                      |
| 1963.      | Земљаци             |                      |
| 1964.      | Дуги бродови        | Герда                |
| 1964.      |                     | Ева Милмер           |
| 1964.      | Лито виловито       |                      |
| 1964.      |                     | Заменик шерифа Анита |
| 1964.      |                     |                      |
| 1965.      | Слалом              | Хелен                |
| 1965.      |                     |                      |
| 1965.      |                     | Лаура                |
| 1965.      |                     |                      |
| 1965.      |                     | Луисела              |
| 1965.      |                     | Урсула               |
| 1965.      |                     |                      |
| 1966.      |                     | Хелен                |
| 1966.      |                     | Сузи                 |
| 1967.      | Соледад             |                      |
| 1967.      |                     | Лидија               |
| 1967.      |                     | Ливија               |
| 1967.      |                     | Кристин              |
| 1967.      |                     | Тита                 |
| 1967.      |                     | Беба                 |
| 1968.      |                     |                      |
| 1968.      |                     |                      |
| 1968.      |                     | Ана                  |
| 1969.      |                     |                      |
| 1969.      |                     |                      |
| 1969.      |                     | Пандора              |
| 1969.      |                     | Светлана Gloyadkin   |
| 1970.-те ▲ |                     |                      |
| 1970.      |                     |                      |
| 1970.      |                     | Орнелла              |
| 1970.      |                     |                      |
| 1972.      |                     | Хелен                |
| 1972.      | (серија)            | Силвиа Предал        |
| 1972.      |                     | Олга                 |
| 1972.      |                     | Madona Lydia         |
| 1973.      | (серија)            |                      |
| 1976.      |                     |                      |
| 1976.      |                     |                      |
| 1976.      |                     | Ведова Адами         |
| 1976.      |                     |                      |
| 1976.      |                     |                      |
| 1977.      |                     |                      |
| 1977.      | (серија)            |                      |
| 1979.      |                     |                      |
| 1979.      |                     | Вера Ђурић           |
| 1979.      |                     |                      |
| 1980.-те ▲ |                     |                      |
| 1980.      |                     | Мариса               |
| 1982.      |                     | Марта                |